# Antoni Canals
Pour les articles homonymes, voir Canals.

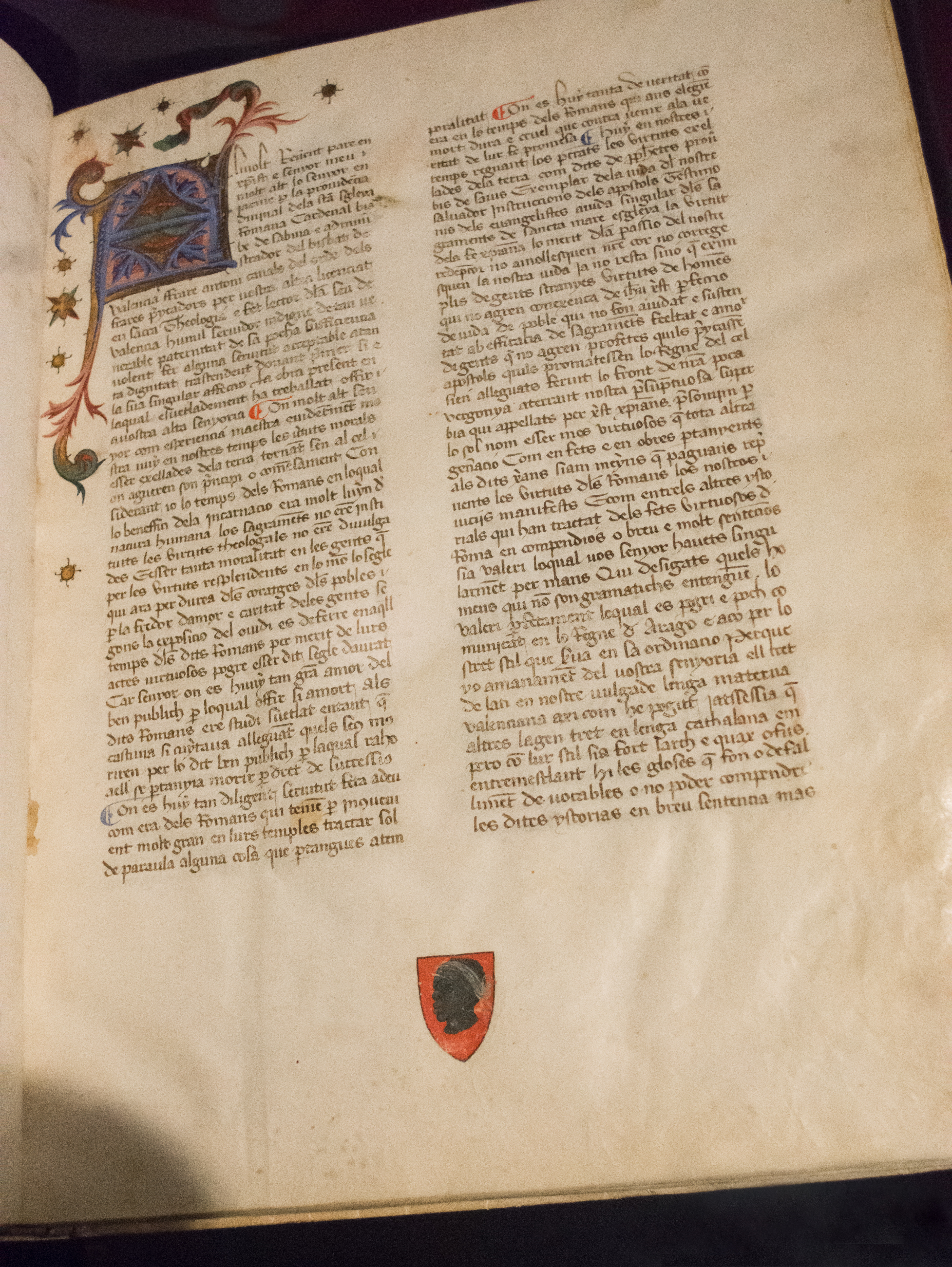
Dictorum factorumque memorabilium (1395-1415).

Antoni Canals, né en 1352 au royaume de Valence et mort en 1419, est un frère dominicain et écrivain connu pour ses sermons (dont aucun n'est préservé à ce jour) et trois traductions ou adaptations d'œuvres classiques en catalan :
- Une traduction de De providentia de Sénèque[1],[2] ;
- Une version du Dictorum factorumque memorabilium de Valère Maxime, sous le titre Llibre anomenat Valeri Màxim[1],[2] ;
- Raonaments entre Scipió e Aníbal : traduction libre du septième livre de Africa de Pétrarque, avec des interpolations basées sur d'autres auteurs[1],[3],[2].

Il fut disciple de Vincent Ferrier et enseigna la théologie à Valence,. Proche de la cour royale, il s'installa à Barcelone entre 1398 et 1401 à la demande de celle-ci,.